# Sun Ye
Sun Ye (Shanghai, 15 januari 1989) is een Chinese zwemster die haar vaderland vertegenwoordigde op de Olympische Zomerspelen 2008 in Peking en op de Olympische Zomerspelen 2012 in Londen.

## Carrière
Sun maakte haar internationale debuut op de Pan Pacific kampioenschappen zwemmen 2006 in Victoria. De Chinese eindigde als tiende op de 200 meter schoolslag en als zestiende op de 100 meter schoolslag. 
Op de wereldkampioenschappen kortebaanzwemmen 2008 in Manchester eindigde ze als vierde op de 200 meter schoolslag en als achtste op de 100 meter schoolslag, op de 50 meter schoolslag strandde ze in de halve finales. Samen met Gao Chang, Hong Wenwen en Wang Dan bereikte ze de zesde plaats op de 4x100 meter wisselslag. Tijdens de Olympische Zomerspelen van 2008 in Peking bereikte Sun de zevende plaats op de 100 meter schoolslag. Ze was lid van de Chinese ploeg die het brons in de wacht sleepte op de 4x100 meter wisselslag, Zhao Jing, Zhou Yafei en Pang Jiaying waren haar ploeggenoten.
Op de wereldkampioenschappen zwemmen 2009 in Rome strandde de Chinese in de series van de 200 meter schoolslag.
Tijdens de Aziatische Spelen 2010 in Kanton behaalde ze de zilveren medaille op de 200 meter schoolslag. In Dubai nam Sun deel aan de wereldkampioenschappen kortebaanzwemmen 2010, op dit toernooi veroverde ze de zilveren medaille op de 200 meter schoolslag.
Op de wereldkampioenschappen zwemmen 2011 in Shanghai eindigde de Chinese als vierde op de 200 meter schoolslag en als vijfde op de 100 meter schoolslag. Op de 4x100 meter wisselslag zwom ze samen met Gao Chang, Jiao Liuyang en Li Zhesi in de series, in de finale legden Zhao Jing, Ji Liping, Lu Ying en Tang Yi beslag op de zilveren medaille. Voor haar aandeel in de series ontving ze eveneens de zilveren medaille.
Tijdens de Olympische Zomerspelen van 2012 in Londen werd Sun uitgeschakeld in de series van de 200 meter schoolslag. Samen met Gao Chang, Jiao Liuyang en Tang Yi zwom ze in de series van de 4x100 meter wisselslag, in de finale eindigde Tang samen met Zhao Jing, Ji Liping en Lu Ying op de vijfde plaats. In Istanboel nam de Chinese deel aan de wereldkampioenschappen kortebaanzwemmen 2012. Op dit toernooi strandde ze in de series van de 200 meter schoolslag, op de 4x100 meter wisselslag eindigde ze samen met Zhou Yanxin, Lu Ying en Tang Yi op de vijfde plaats.
Tijdens de wereldkampioenschappen zwemmen 2013 in Barcelona eindigde Sun samen met Fu Yuanhui, Lu Ying en Tang Yi als vierde op de 4x100 meter wisselslag.

## Internationale toernooien
| Jaar | Olympische Spelen                                                 | WK langebaan                                                                           | WK kortebaan                                                                  | PanPacs       | Aziatische Spelen                       |
| ---- | ----------------------------------------------------------------- | -------------------------------------------------------------------------------------- | ----------------------------------------------------------------------------- | ------------- | --------------------------------------- |
| 2006 |                                                                   |                                                                                        | geen deelname                                                                 | geen deelname | 16e 100m schoolslag 10e 200m schoolslag |
| 2007 |                                                                   | geen deelname                                                                          |                                                                               |               |                                         |
| 2008 | 7e 100m schoolslag · 4x100m wisselslag                            |                                                                                        | 15e 50m schoolslag 8e 100m schoolslag 4e 200m schoolslag 6e 4x100m wisselslag |               |                                         |
| 2009 |                                                                   | 20e 200m schoolslag                                                                    |                                                                               |               |                                         |
| 2010 |                                                                   |                                                                                        | 200m schoolslag                                                               | geen deelname | 200m schoolslag                         |
| 2011 |                                                                   | 5e 100m schoolslag · 4e 200m schoolslag · 4x100m wisselslag · Sun zwom enkel de series |                                                                               |               |                                         |
| 2012 | 24e 200m schoolslag 5e 4x100m wisselslag Sun zwom enkel de series |                                                                                        | 14e 200m schoolslag 5e 4x100m wisselslag                                      |               |                                         |
| 2013 |                                                                   | 17e 100m schoolslag 17e 4x100m wisselslag                                              |                                                                               |               |                                         |

## Persoonlijke records
Bijgewerkt tot en met 2 oktober 2013
Kortebaan
| Afstand         | Tijd    | Datum            | Plaats    |
| --------------- | ------- | ---------------- | --------- |
| 100m schoolslag | 1.05,55 | 10 november 2009 | Stockholm |
| 200m schoolslag | 2.18,09 | 19 december 2010 | Dubai     |

Langebaan
| Afstand         | Tijd    | Datum        | Plaats   |
| --------------- | ------- | ------------ | -------- |
| 100m schoolslag | 1.07,08 | 26 juli 2011 | Shanghai |
| 200m schoolslag | 2.24,59 | 28 juli 2011 | Shanghai |